# 1041

## Esdeveniments

### Països Catalans
- L'intitulat príncep d'Olèrdola, Mir Geribert, inicia una revolta nobiliària contra el comte Ramon Berenguer I de Barcelona.
- Sicardis de Montsoriu esdevé de facto, senyora de Lloret de Mar.
- 26 de maig - Castell d'Aro, Comtat de Girona: la comtessa Ermessenda de Carcassona lliura el Castell de Benedormiens al monestir de Sant Feliu de Guíxols.

### Món
- 10 de desembre - l'emperadriu Zoè eleva al tron de l'Imperi Romà d'Orient el seu fill adoptiu Miquel V

## Necrològiques
- 10 de desembre Miquel IV emperador de l'Imperi Romà de l'Orient.